# Lijst van Zelenaars
Deze lijst van Zelenaars betreft bekende personen die in de Belgische gemeente Zele zijn geboren, hebben gewoond of wonen.

## Geboren in Zele
- Pierre De Decker (1812-1891), minister van Binnenlandse Zaken en hoofd van het kabinet (1855-1857), provinciegouverneur in Limburg (1871) (Katholieke Partij)
- Aloïs De Beule (1861-1935), beeldhouwer
- Cesar Geerinck (1862-1919), kunstschilder
- Victor Van Cauteren (1877-1935), senator voor de liberalen (1877-1935)
- Caesar Van Kerckhove (1888-1959), rooms-katholiek priester en kanunnik; oorlogsaalmoezenier en figuur van de christelijke arbeidersbeweging
- Edmond Rubbens (1894-1938), minister van Arbeid en Sociale Voorzorg en van Koloniën (1934-1938) en voorzitter van het ACW (1927-1934) (Katholieke Partij)
- Benoit Van Acker (1900-1981), volksvertegenwoordiger voor de CVP
- Eugène Van Cauteren (1906-1978), senator voor de PVV
- Raphaël Hulpiau (1910-1997), minister van Volksgezondheid (1966-1968) en voorzitter van het ACW (1950-1965) (CVP)
- Avil Geerinck (1917-1980), senator en volksvertegenwoordiger voor de Volksunie
- André Bogaert (1920-1986), kunstschilder
- Andreas De Leenheer (1941-2022), bioloog en rector van de Universiteit Gent
- Henri Van Daele (1946-2010), jeugdschrijver
- Pirana (1947), cartoonist
- Marcel Van Driessche (1925-2012), kunstschilder
- Greta D'Hondt (1949), volksvertegenwoordiger voor de CD&V
- Dirk Heirweg (1955), wielrenner
- William Tackaert (1956), wielrenner
- Filip De Wilde (1965), voetballer en Rode Duivel
- Philippe Robrecht (1966), zanger
- Frank De Vuyst (1968), dirigent, muziekpedagoog, arrangeur en saxofonist
- Anja Buysse (1969), atlete, duatlete en wielrenster
- Kürt Rogiers (1971), acteur
- Tijl Dauwe (1979), musicalacteur, scenarioschrijver, liedjesschrijver en toneelregisseur
- Jelle De Beule (1981), programmamaker en striptekenaar
- Preben Van Hecke (1982), wielrenner
- Lieve Vercauteren (1982), actrice
- Ninke Gryp (1991), actrice

## Wonend in Zele
- Els de Schepper (1965), cabaretière
- Lode D'hollander, ropeskipper
- Michel Vandenbosch, activist, filosoof en oprichter van GAIA
- Stephanie De Croock, atlete
- Peter Van Wambeke, voetballer
- Filip Fiers, voetballer
- Kristof Imschoot, voetballer
- Caroline Maes, tennisspeelster
- Etienne Cooreman (1929), volksvertegenwoordiger en senator (CVP)
- Christophe Impens, atleet
- Hilde Van Wesepoel, actrice
- Miranda Van Eetvelde, volksvertegenwoordiger (N-VA)
- Jugoslave Lazić, voetballer